# 農業部水產試驗所淡水繁養殖研究中心
24°05′18″N 120°26′08″E / 24.088451°N 120.435534°E
農業部水產試驗所淡水繁養殖研究中心為中華民國農業部下的四級機關，隸屬水產試驗所，本部位於彰化縣鹿港鎮，在新竹縣竹北市設有竹北試驗場，主要從事淡水魚種資源的研發，以及相關養殖技術的研究開發。

## 鹿港本部
水試所淡水繁養殖研究中心鹿港本部源自台灣日治時期設置的「臺中州立水產試驗場」；1931年10月25日公告《臺中州立水產試驗場規定》，臺中州立水產試驗場繼承了臺中州內務部於1930年8月設立的附屬水產試驗場而獨立，本場位於臺中州廳構內，並設有分場位於鹿港街海埔厝。臺中州立水產試驗場分為「漁業試驗部」與「養殖試驗部」，並配有一試驗船「立鷹丸」（後由1936年竣工的「臺中丸」取代），以進行漁場調查、漁業試驗等海洋觀測。漁業試驗的內容為南支那沿岸魚場調查、赤鯮延繩、鰆流網、鱶（小鯊魚）空吊繩、鱶延繩、底鱶繩漁業試驗與海洋觀測等調查。南支那沿岸魚場調查自1938年開始，派遣臺灣總督府水試所照南丸，臺中州台中丸、臺南州嘉南丸和澎湖廳開澎丸等水產試驗船，至中國南方沿海調查漁具、漁法、漁貨和水質等項目，後來曾以海南島榆林港為根據地，在附近海域以底延繩漁具調查漁獲狀況。養殖試驗部的內容包含鰻魚、虱目魚、文蛤、牡蠣、螃蟹等物種的養殖試驗。
臺中州立水產試驗場在戰後改稱「臺中縣立水產試驗場」，在1947年納入臺中縣農林總場的水產分場，1950年改組為「臺灣省臺中縣農林改良場水產分場」，1952年改稱「臺灣省水產試驗所鹿港分所」，1999年改隸屬行政院農業委員會；於2002年，鹿港分所與竹北分所合併，改稱為「水產試驗所淡水繁養殖研究中心」，本部設在鹿港。2023年8月，水產試驗所隨行政院農委會升格改制而改隸農業部。

## 竹北試驗場
水試所淡水繁養殖研究中心竹北試驗場源自1930年5月設立的「新竹州立水產試業所」，主要進行鯉魚養殖試驗。其本場位於新竹州廳內，並管理位於桃園郡八塊庄霄裡原由殖產局水產試驗場所屬的霄裡淡水養殖試驗場（今 霄裡國小附近），將其改稱「霄裡作業所」。1934年，新竹州立水產試業所改稱為「新竹州利水產試驗場」，霄裡作業所改稱「霄裡分場」。新竹州立水產試驗場有兩艘試驗船「第一竹富丸」與「第二竹富丸」。1940年，霄裡分場的試驗場轉移至桃園街辨天池。
第二次世界大戰後，新竹州水產試驗場於1948年納入新竹縣農林總場之水產分場。1951年改隸「新竹區農林改良場水產課」。當時為推廣吳郭魚稻田養殖，於1952年4月撥置了現今竹北試驗場的土地開闢魚池。1952年5月改為「臺灣省水產試驗所竹北工作站」，1999年改隸屬行政院農業委員會，1967年10月升格為「臺灣省水產試驗所竹北分所」。竹北分所於2002年與鹿港分所合併，改稱為「淡水繁養殖研究中心竹北試驗場」。